# Arta Terme
Arta Terme (friülà Darte) és un municipi italià, dins de la província d'Udine. L'any 2007 tenia 2.287 habitants. És situat dins la Val Bût, a la Cjargne. Limita amb els municipis de Moggio Udinese, Paluzza, Paularo, Sutrio, Tolmezzo, Treppo Carnico i Zuglio. Es troba al Val Bût, dins la Càrnia.

## Administració
| Període | Identitat        | Partit        |
| ------- | ---------------- | ------------- |
| 2004-   | Marlino Peresson | Llista cívica |